# Papuagrion flavithorax
Papuagrion flavithorax är en trollsländeart som först beskrevs av Selys 1878.  Papuagrion flavithorax ingår i släktet Papuagrion och familjen dammflicksländor. Inga underarter finns listade i Catalogue of Life.